# Blazno resno o seksu
Blazno resno o seksu je ena izmed knjig avtorice Dese Muck, ki so izšle v zbirki Blazno resno. Namenjena je predvsem najstnikom, ki so se prvič znašli pred vrati pubertetniškega sveta in mnogimi težavami, ki se za temi vrati skrivajo. Kljub provokativnemu naslovu, je vsebina knjige zelo razumljiva, saj avtorica o seksu piše tako zabavno, preprosto, nezateženo in hkrati poučno, da odpadejo vse skrivnosti, predsodki in (ne)napisane prepovedi.  

## Vsebina
Knjiga govori o dveh fantih in dveh dekletih, ki se srečujejo z vsakodnevnimi težavami odraščanja. Fredi in Rožca sta najboljša prijatelja, ki si zaupata prav vse. Sta pa si zelo različna. Fredi je v polnem razcvetu, postaven, rastejo mu že prve dlake, njegov glas postaja globlji, razvijajo se mu prve mišice in v njegovem razvoju prav vse odlično poteka. Z Rožco pa je malce drugače. Njegova postava je v primerjavi z Fredijevo, kot vreča krompirja. Njegov obraz je prekrit z mozolji, o prvih dlakah pa ni ne duha ne sluha. Kakršnokoli malenkostno spremembo v njunem razvoju si takoj sporočita po telefonu. Podobno je tudi z dekletoma. Biba je ena izmed tistih trinajstletnic, ki ima postavo, kot Barbika, polno omaro oblačil najboljših znamk, popolno pričesko, brezhibno kožo ... Tina, njena najboljša prijateljica, pa je popolnoma drugačna. Majhna, močnejše postave, z lasmi, ki štrlijo daleč naokoli, za svoja leta zelo poraščena ... A tudi onidve sta, kljub telesnim različnostim, nerazdružljivi. 
S pomočjo teh junakov nam knjiga razkrije skrivnosti odraščanja. Govori o tem kako smo si ljudje med sabo različni, kar se v mnogih pogledih najbolj odraža ravno v času pubertete. Avtorica na zelo zabaven način piše o tem zakaj ljudje ne maramo svojega telesa, kaj ponoči sanjajo fantje in kaj dekeleta, kako nastanejo otroci, kaj imajo fantje kar dekleta nimajo in obratno, kaj je prava ljubezen, zaljubljenost, zakaj se najstniki tako radi zaljubijo v veliko starejše osebe, o trenutkih ko smo ljudje sami s seboj, kako pritegniti pozornost osebe ki nam je všeč, kdaj je pravi čas za prvi poljub in prvi spolni odnos, o menstrualnem ciklusu, o nevarnostih posilstva in pedofilije, kako reči ne, o nezaželeni najstniški nosečnoti in o mnogih drugih stvareh nujno potrebnih za odraščanje. Knjiga je polna nasvetov kako odreagirati v določenih situacijah. Vsebuje toliko raznolikih primerov, da se prav vsak lahko najde v enem izmed njih. Poleg tega pa nas skozi celotno knjigo vodijo zanimivi testi, ki nas poučijo o marsičem še neznanem.

## Avtorica o knjigi
Ob izidu knjige je Desa Muck zapisala: »Besede 'seks' nismo dali v naslov knjige le kot finto, s katero bi vas pritegnili k nakupu, potem pa vas do nezavesti morili s poučnimi zgodbicami iz živalskega in rastlinskega sveta. Čisto zares bomo govorili o seksu. In če bomo imeli srečo, draga mularija, vam bodo to knjigo celo prepovedali brati, čeprav upam, da nimate tako moralističnih staršev, kot smo jih imeli mi. Vem tudi, da dandanašnji niste taki nevedneži na tem področju, kot sem bila na primer jaz v vaših letih. Mislila sem, da ženskam ob ustreznem letnem času skozi popek porinejo seme od kumar ali sončnic in jim iz njega v trebuhu zraste otrok. Zato sem nekaj časa hodila na stranišče v strahu, da mi ne bi slučajno kakšen otrok padel v školjko. Te črne nevednosti me je rešila sestrična. Razložila mi je vse biološke in anatomske značilnosti spočetja in bila sem zelo razočarana, ko sem izvedela, na kako dolgočasen način v resnici prideš do otrok. Odločila sem se za vas pisati o tem, ker ste v letih, ko vas seks precej zanima.«

## Ponatis
Knjiga je prvič izšla leta 1993 in od takrat doživela 8 ponatisov. Od tega je četrti, ki je izšel leta 2010, tudi prenovljen: pisateljica je pregledala in posodobila besedilo, povsem nove ilustracije pa je v stripovski maniri prispeval ilustrator Matej de Cecco (prej Igor Ribič). 

## Podatki o knjigi
- Fizični opis: 267 str., ilustr., 19 cm
- Ilustriral: Matej de Cecco
- Založba Mladinska knjiga, Ljubljana, 1993 / 2010 (4., prenovljeni natis)